# دنیچه خیر

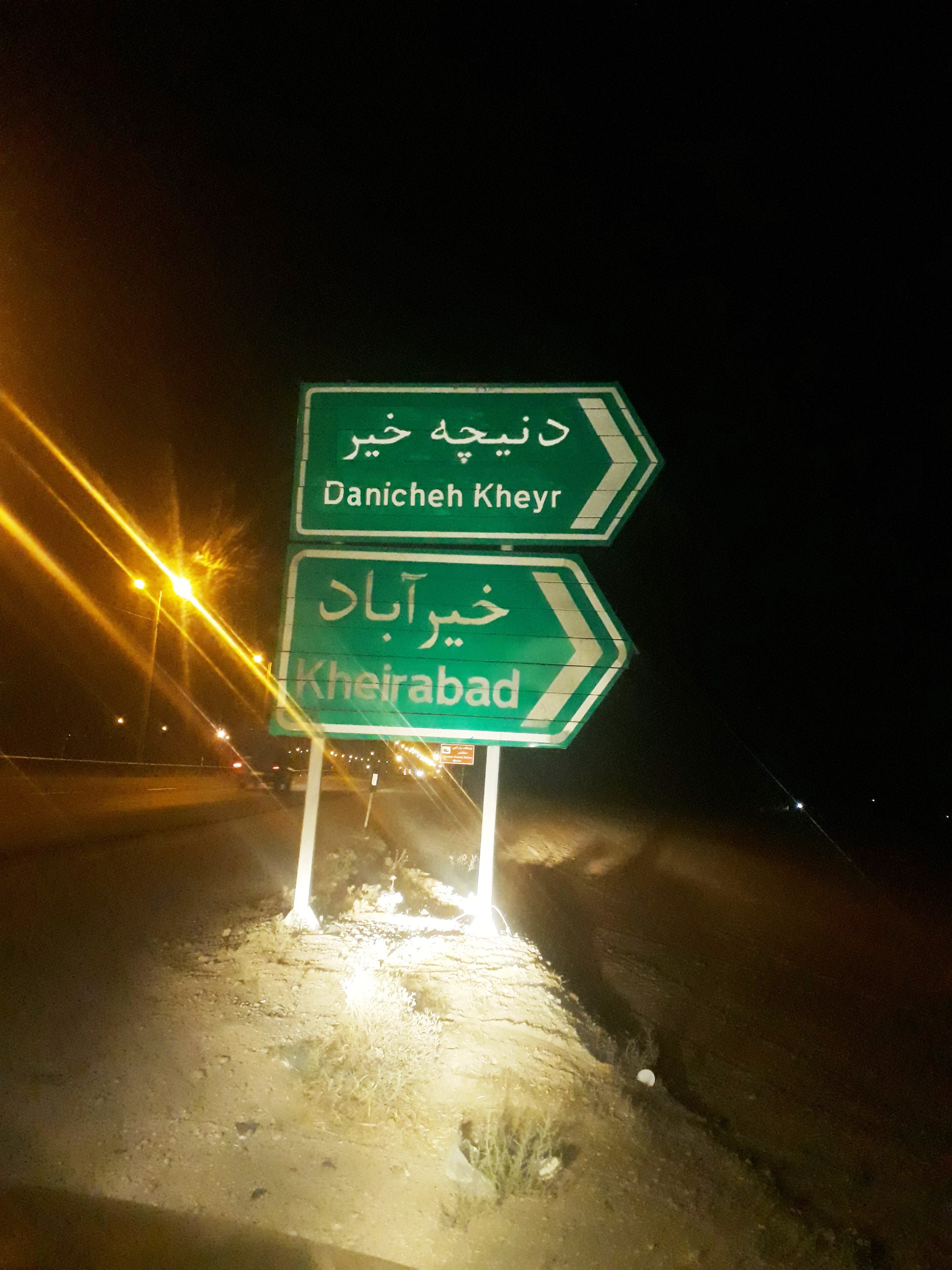
دنیچه خیر

دنیچه خیر (Danicheh kheyr)، روستایی از توابع بخش مرکزی شهرستان خرم‌بید در استان فارس ایران است. 
این روستا در 170 کیلومتری شمال شهر شیراز و 5 کیلومتری جنوب شهر صفاشهر واقع شده است. 
علاوه برفارسی , زبان محاوره رایج در این روستا ترکی (خلج) و عربی (نقدعلی از ایل خمسه) است. 

## جمعیت
این روستا در دهستان خرمی قرار دارد و براساس سرشماری مرکز آمار ایران در سال ۱۳۸۵، جمعیت آن ۳۰۳ نفر (۷۶ خانوار) بوده‌است.